# Jaromír Rybák
Jaromír Rybák (* 24. února 1952, Plzeň) je český malíř, sochař a sklářský výtvarník.

## Život

### Vzdělání
- 1967–71 Střední uměleckoprůmyslová škola sklářská, Železný Brod
- 1973–79 Vysoká škola uměleckoprůmyslová v Praze, ateliér skla, prof. Stanislav Libenský

Členství ve spolcích
- Spolek výtvarných umělců Mánes (2005)
- Skupina Rubikon (1998)

### Pedagogické působení
- International Glass Workshop, Musée du Verre, Sars Potteries, France, 1987, 1997, 2003, 2006
- Espase du verre, Montréal, Canada 1989
- Sheridian college, Toronto, Canada 1989
- School of glass, Barcelona, Spain, 1995, 1998
- Aichi University, Japan, 2003
- International Glass Workshop, University of Canberra, Australia 2001, 2005
- The Studio, The Corning Museum of Glass, Corning, USA, 2006

## Dílo

### Sklo
Plastiky Jaromíra Rybáka mají schopnost fascinovat, ale i zneklidňovat a děsit. Oslňující nádhera světelných a barevných efektů skla je v autorových dílech spojená jak s tvarovou monumentalitou, tak i fantaskní bizarností.

Dominantním inspiračním zdrojem se Jaromírovi Rybákovi stal podmořský svět, tvorové z temných neznámých hlubin, hrůzní i nádherní, něžně pitoreskní zjevení i bezohlední ozubení dravci. Zrovna tak jako autorovy rybí přízraky mohou však vypadat i démoni, kteří vystupují z mnohdy ještě černějších hlubin lidské mysli.

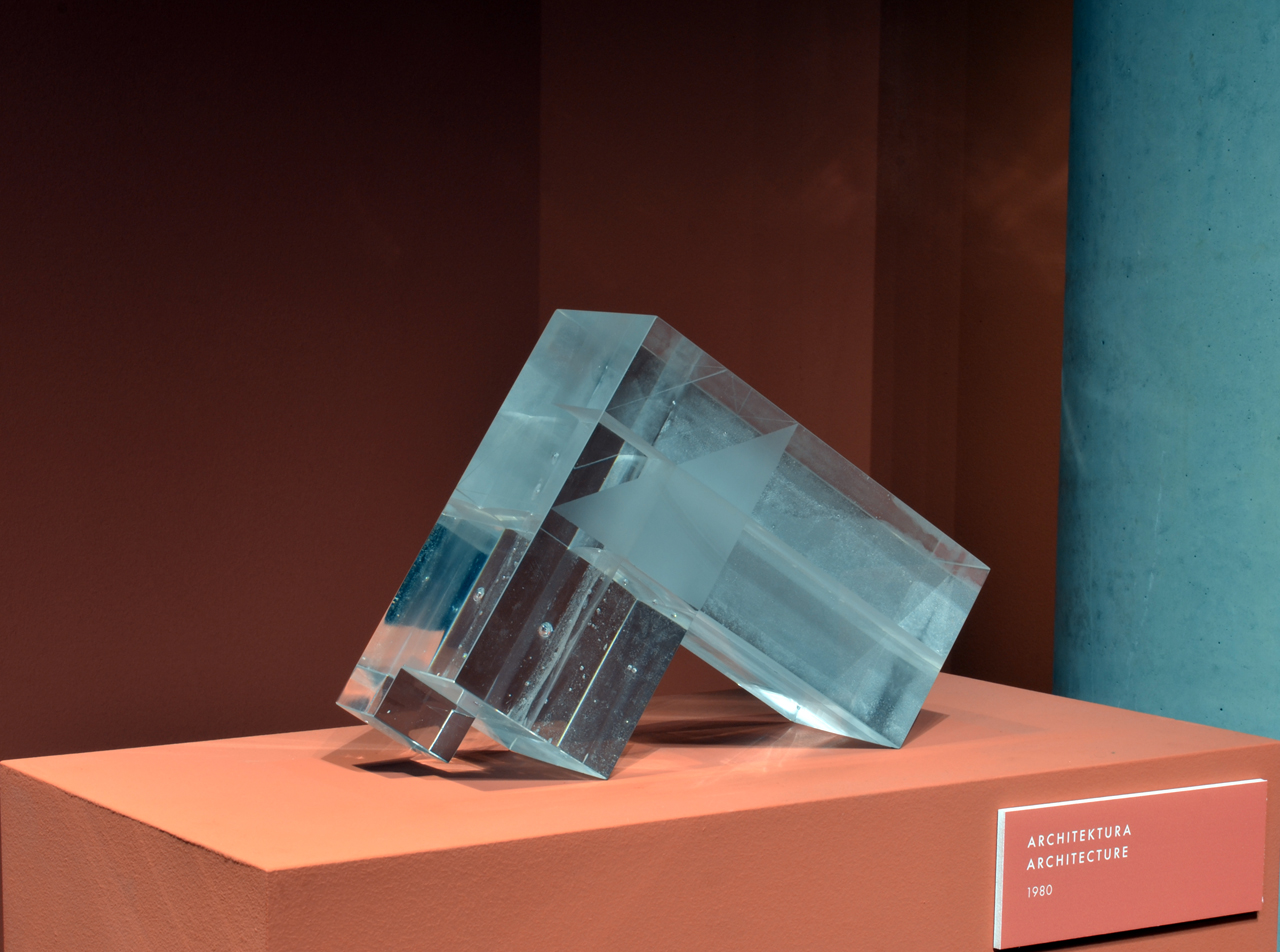
Architektura, 1980
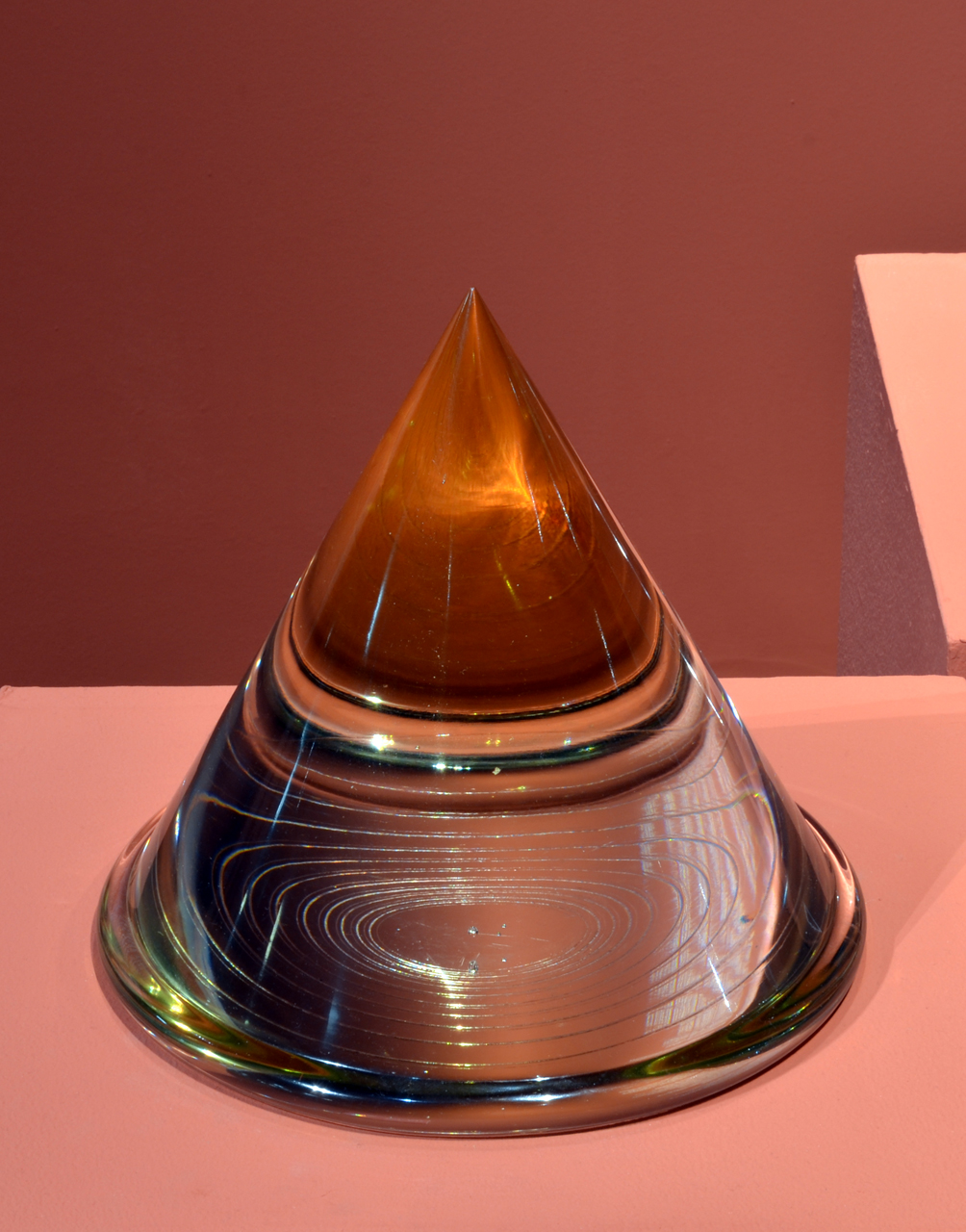
Rotace, 1980
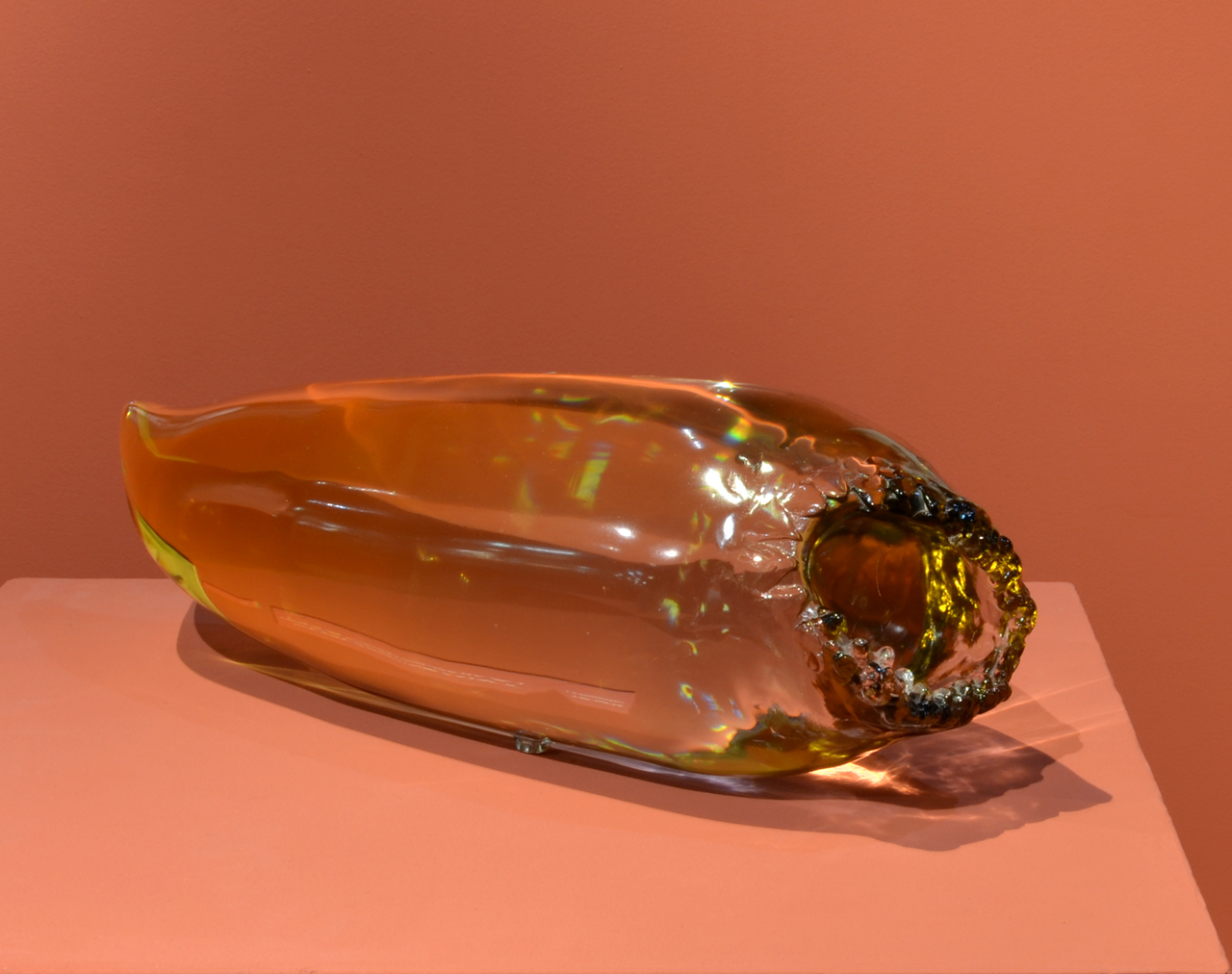
Prvok, 1982
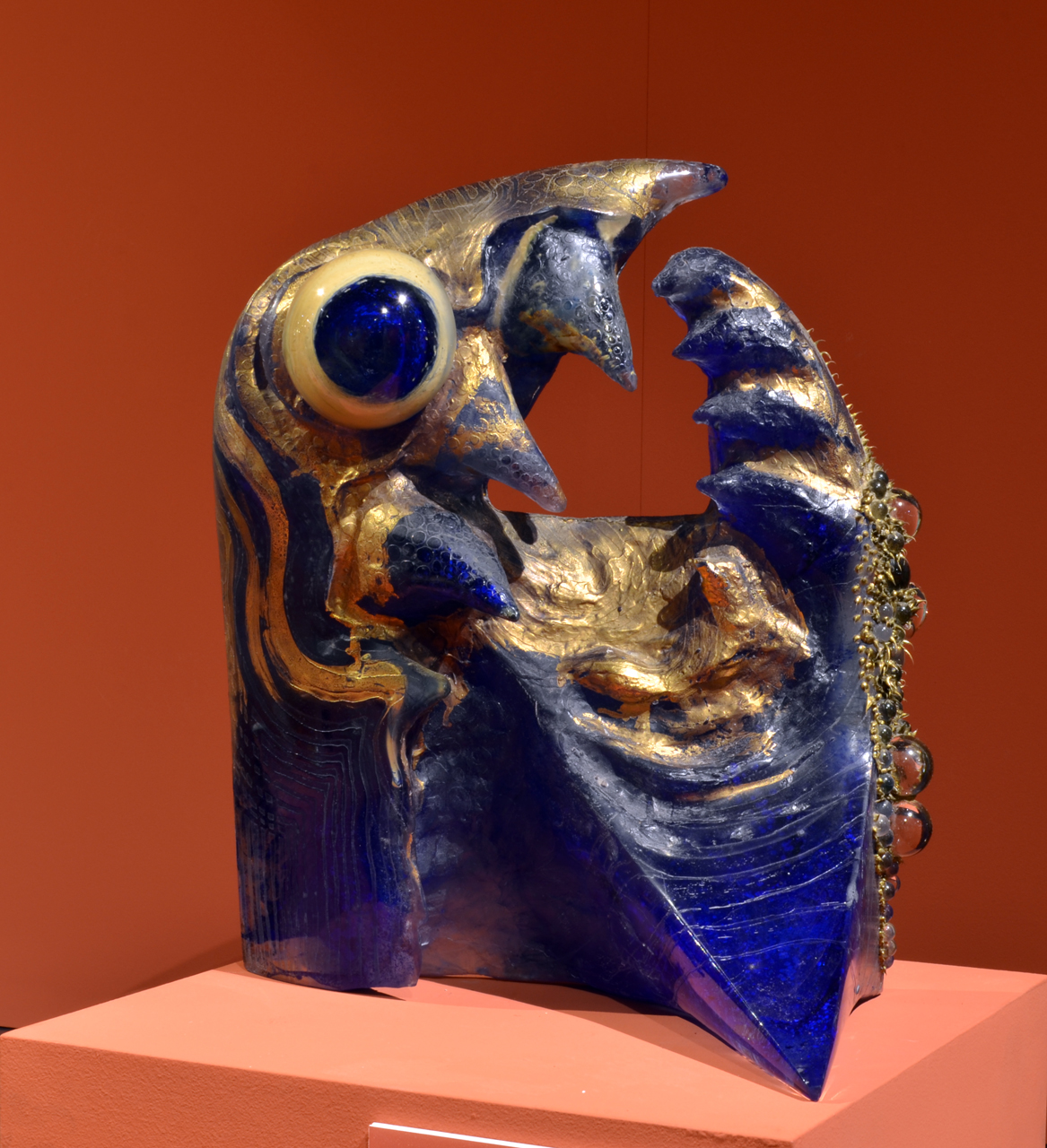
Hlava ryby, 1986
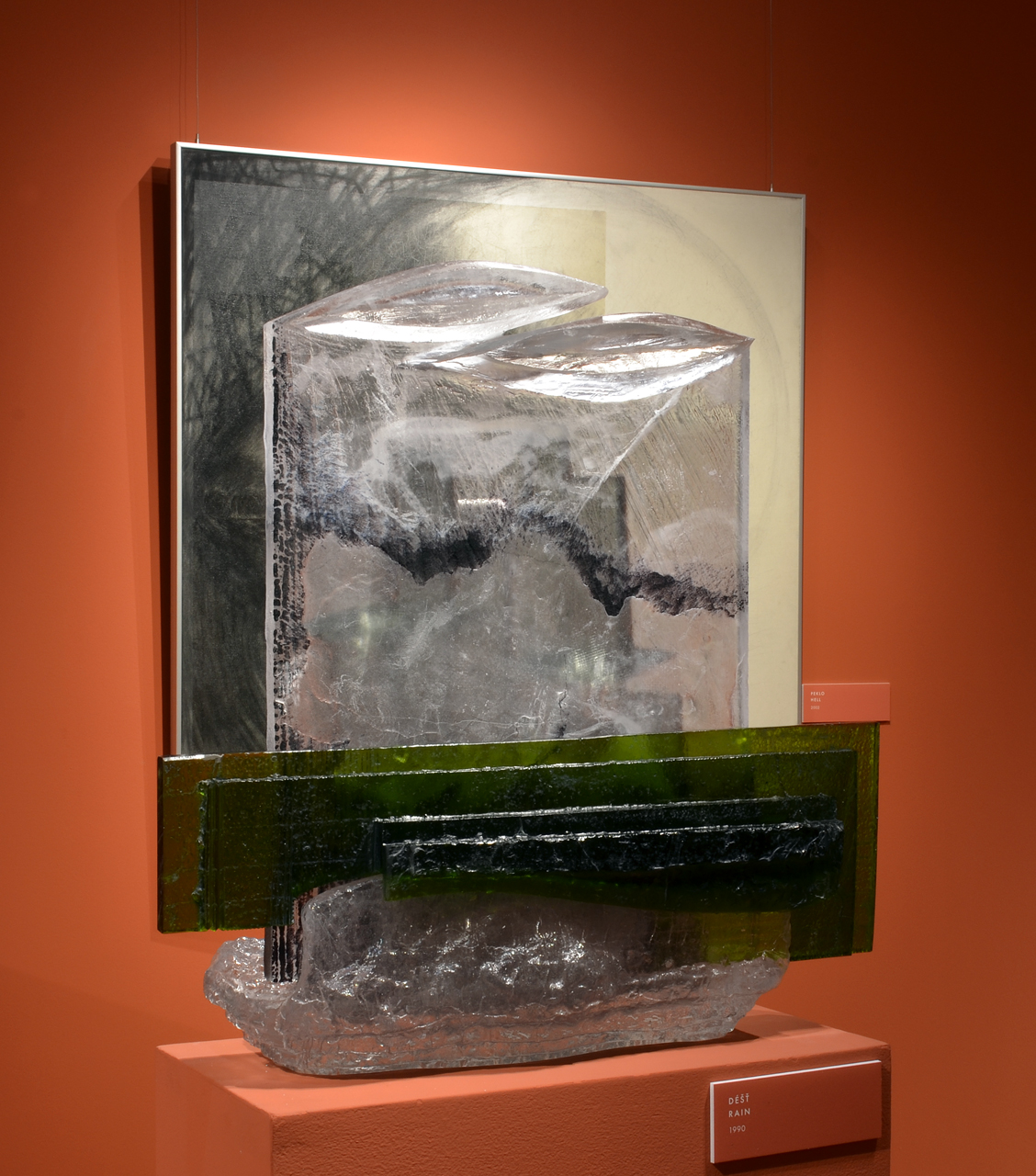
Déšť, 1990
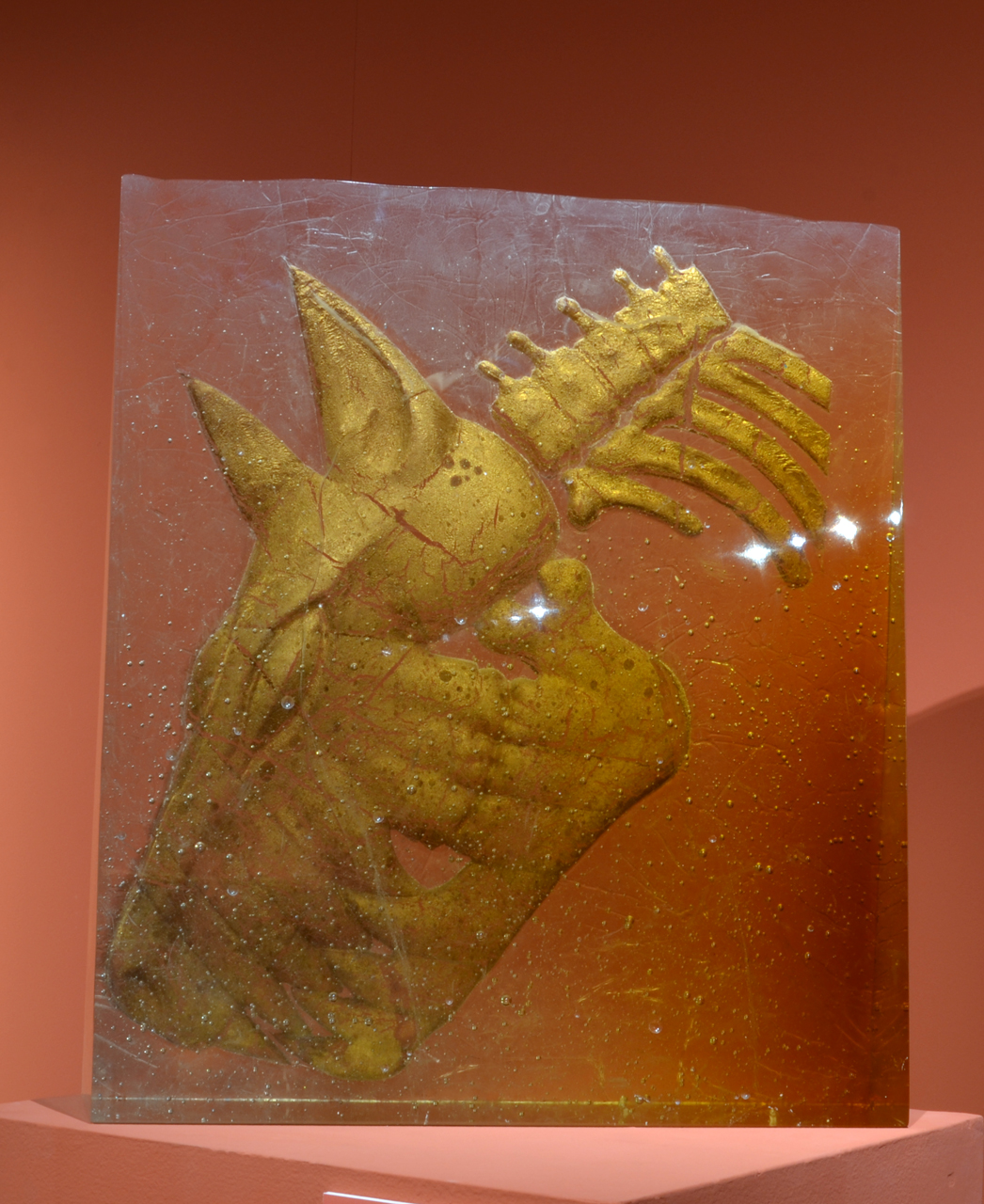
Fosilie bufíka, 1996
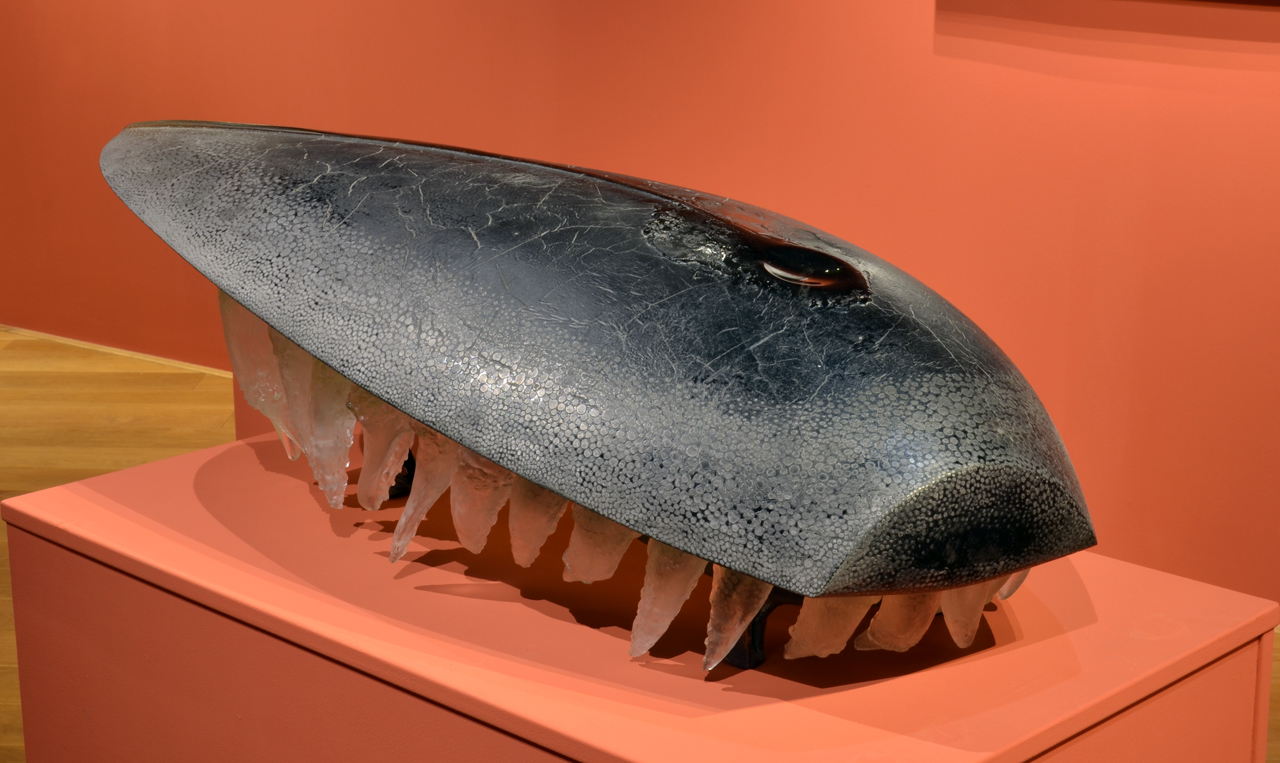
Tvor II, 2015
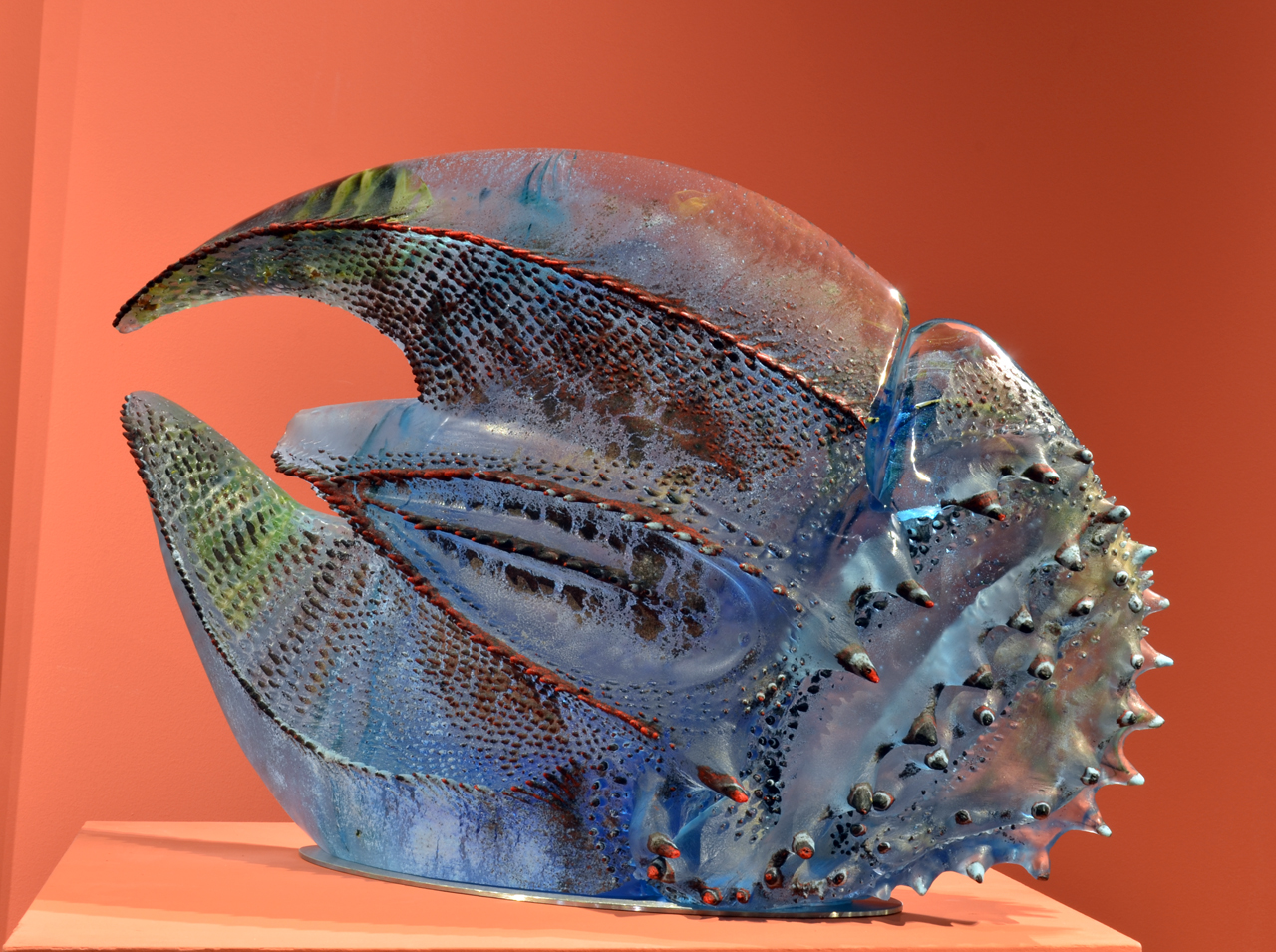
Rejnok, 2017

### Sklo a kov
Výrazným autorským přínosem Jaromíra Rybáka do světa moderní skleněné plastiky je spojení skla s tak výrazově odlišným materiálem, jakým je kov – od devadesátých let především bronz. Autorovy plastiky z kovu a skla jsou podstatně méně početné, výjimečné a monumentálně působící solitéry.

Původní vymezení role kovu jako ryze konstrukčního prvku na počátku 80. let 20. století prošlo v autorově tvorbě koncepční proměnou do polohy s podstatně větší možností kreativity. Z kovu začaly vznikat složitě modelované části plastiky, svým výrazem tvořící kontrapost jednoduchému tvaru skla. Byly jimi mysteriózní pohyblivé vozíky, budící dojem příbuznosti s mechanismy Leonarda da Vinci. Následně autor vytvořil několik přízračných stolů – oltářů či věšteckých nádob se změtí propletených zoomorfních figur a rostlin. Jejich bizarnost je záměrně provokativním protipólem materiálové nádhery skla, ve kterém se uplatňují efekty vnitřních shluků z bublin a barevných závojů.
Přelomovou prací ve smyslu sochařského uplatnění kovu je plastika Hatterie z roku 1996. Vzájemné role obou materiálů se v ní s konečnou platností vyrovnávají. Robustní a naturalisticky modelované bronzové torzo tajemného archaického tvora mimo dimenzi lidské existence protíná mohutný zářící broušený klín. Ten jako by byl symbolem nekonečné hlubiny plynoucího času.

Kov se stal v Rybákových plastikách rovnocenným partnerem skla po stránce výrazové i významové. Autorův způsob naturalistické a expresivní modelace se přenáší do forem kovu a sklo působí naopak jako zklidňující prvek. Modelované tvary z bronzu nabývají výrazu proměnné tvárnosti, vyjadřují monumentální dramatičnost. Sklo je nositelem nadčasového elementu, zážitku setkání s něčím vzácným a v podstatě neuchopitelným.
Jaromír Rybák neopouští svůj smysl pro využití materiálové krásy skla, ale nestaví na ní smysl práce. V plastikách „Atlantů“ (Atlant s břečťanem, 1998, Safirínový Atlant,1999 - 2000) lze najít příznačně symbolickou paralelu krásného a tragického. Jindy je dekorativní charakter skla protiváhou syrovosti bronzu (např. Vodní kameny, 2000, Hladové kameny, 2001).
Vyznění prací spojujících sklo a kov je v jejich sevřenosti možné vnímat jakoby o stupeň vážnější protipól sklářské tvorby, kde často dominuje poloha groteskní nevázané hry fantazie a kreativity. Protože však poloha svobodné tvorby bez hranic mezi vážným a nevážným je pro Jaromíra Rybáka vždy přirozenou souběžnou linií, není to zcela striktním pravidlem.

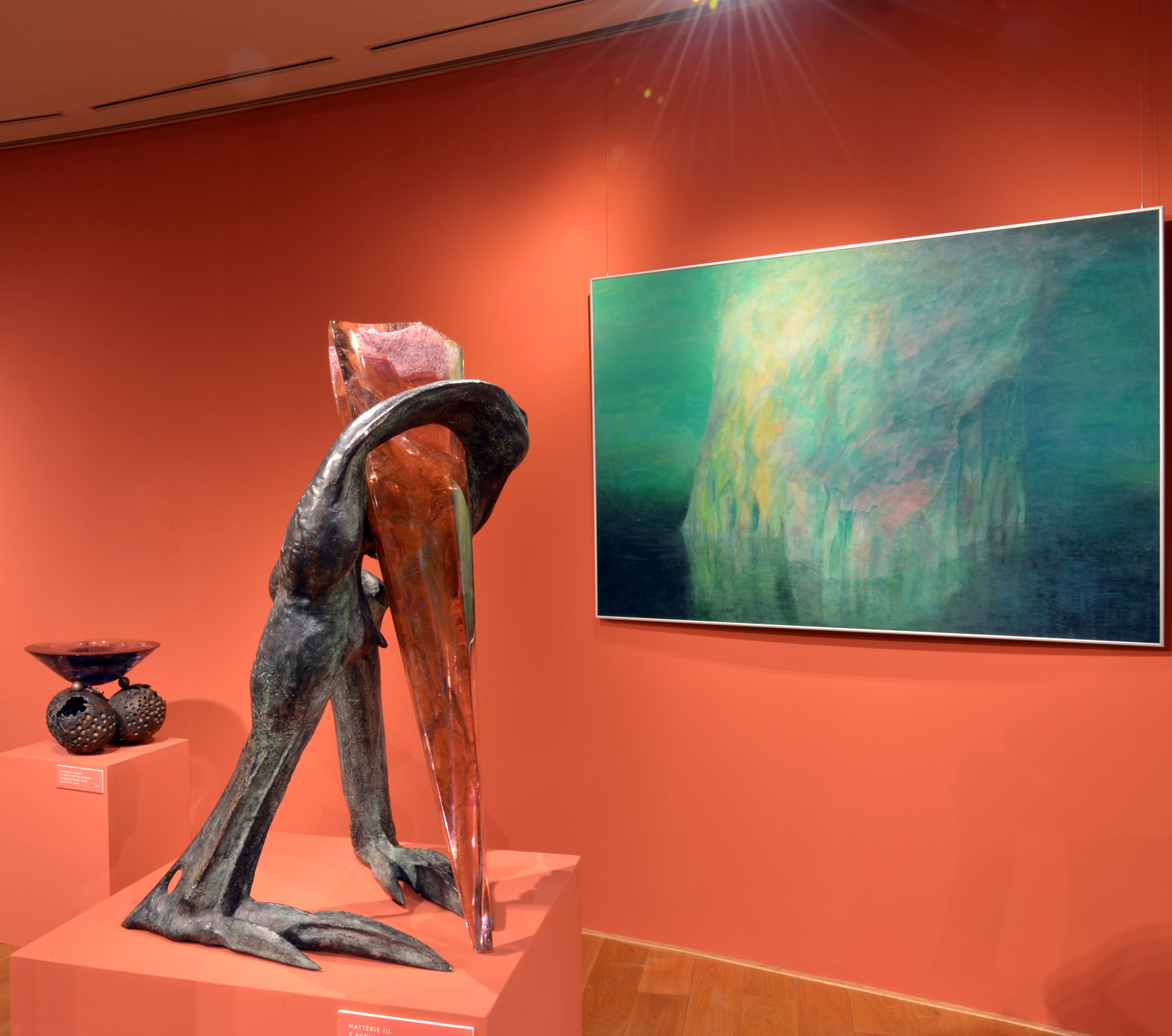
Haterie III s rubínovým kuželem, 1997
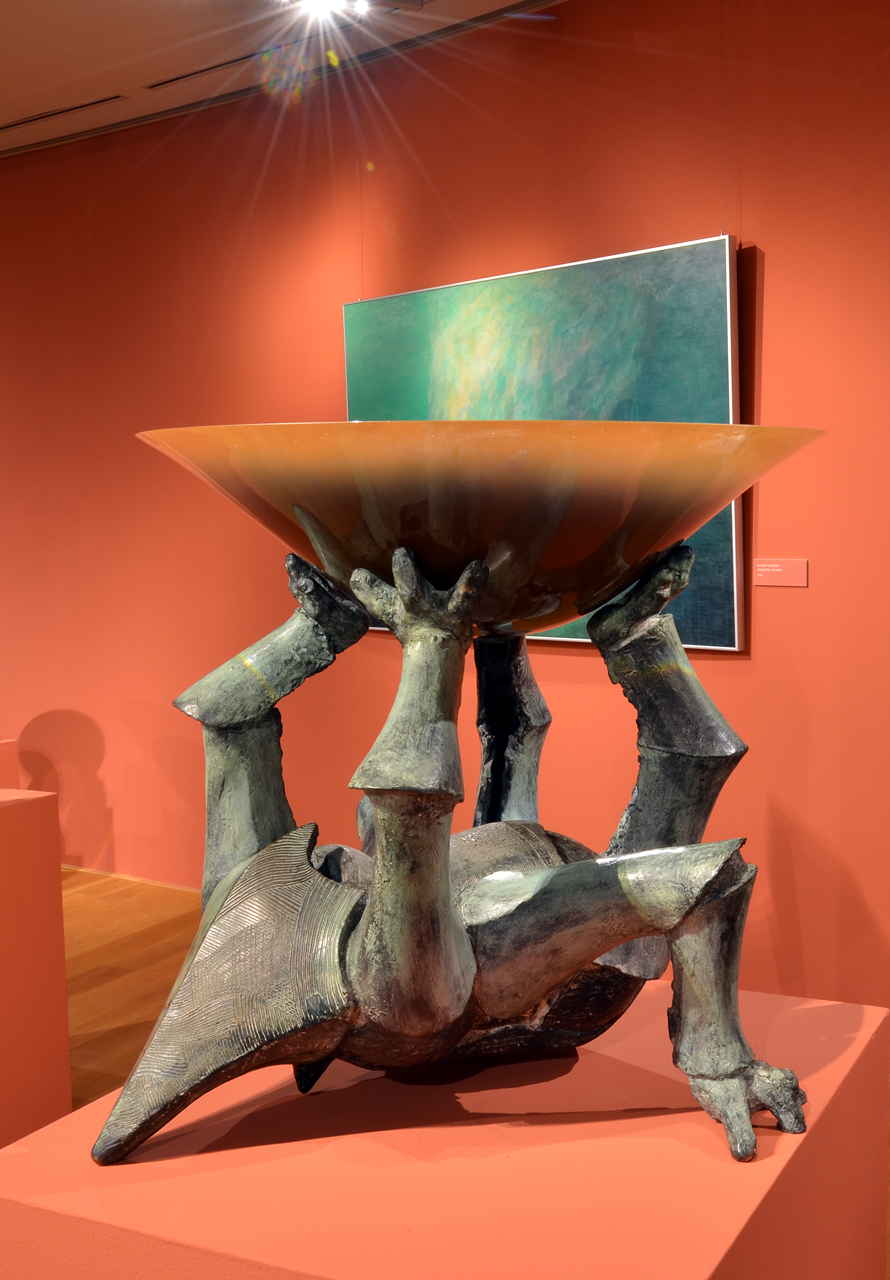
Brouk se safirinovým diskem
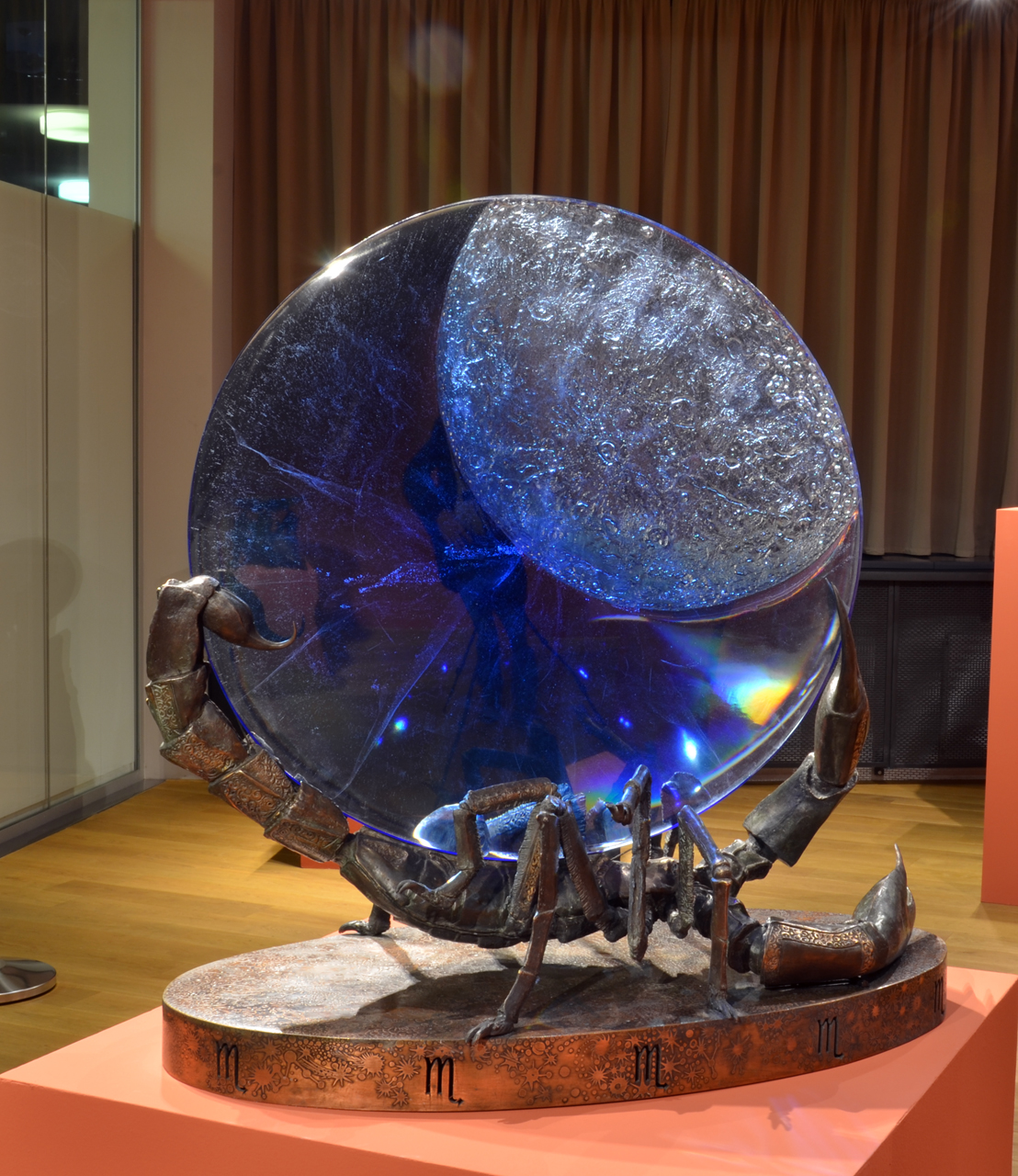
Znamení štíra, 2016
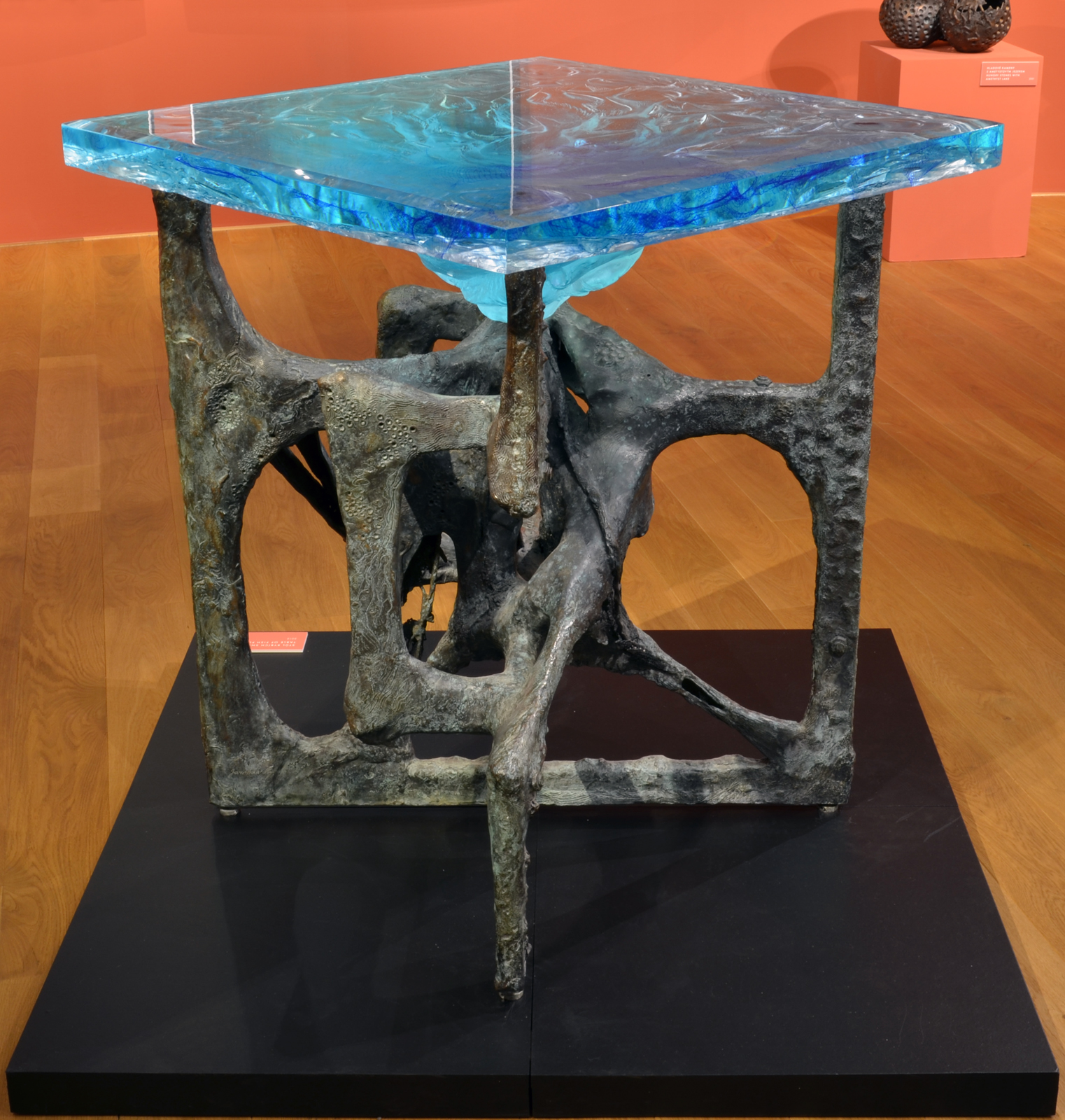
Stůl rybích snů, 2012

### Monumentální tvorba
Dosavadním vyvrcholením Rybákovy snahy o symbiózu skla a bronzu jsou tři rozměrově grandiózní práce. Mysteriózní, několikatunový Betlém (2000 – 2004) byl vytvořen do barokní kaple na zámku v Bezdružicích. Prostupuje jím tajemnost duchovního prožitku i mystika spojená s nekonečností vesmírného prostoru. Další výjimečnou prací je kruhová plastika – Stůl městských obzorů (2010) s uplatněním složité architektonické výstavby evokující podobu fantastické metropolis. Dosud poslední autorovou plastikou emotivně působivý Stůl rybích snů (2012), Jeho mohutnou čtvercovou deskou s motivy hejn ryb prostupuje vnitřní záře modrozeleného světla. Konstrukce nesoucí tuto „hladinu“ jako by byla vynesena z útrob legendárního Titanicu. Tvary jsou poznamenány obrůstáním organismy. Tak jako hlubina moře pozvolna přetváří vše původně lidské k obrazu svému.

Provázání skla a kovu v jednolitý celek s prvky napětí i výrazové monumentality je jedním ze zásadních autorsky originálních momentů, který přinášejí plastiky Jaromíra Rybáka do kontextu české i mezinárodní umělecké tvorby.

### Malba a kresba
Rybákova malířská tvorba se rozvíjí paralelně s jeho prostorovými realizacemi od 70. let. Jeho kresby někdy slouží jako předloha k pozdějšímu sochařskému ztvárnění (Tvor, 2015) nebo realizaci ve skle. Většina Rybákovy malířské tvorby je však výrazem autorovy volné imaginace a zachycuje asociace reálného světa s fantaskními tvory (Zlatá ryba, 2016) nebo používá přírodní jevy jako základ abstraktní malířské kompozice (Tornádo, 1991).

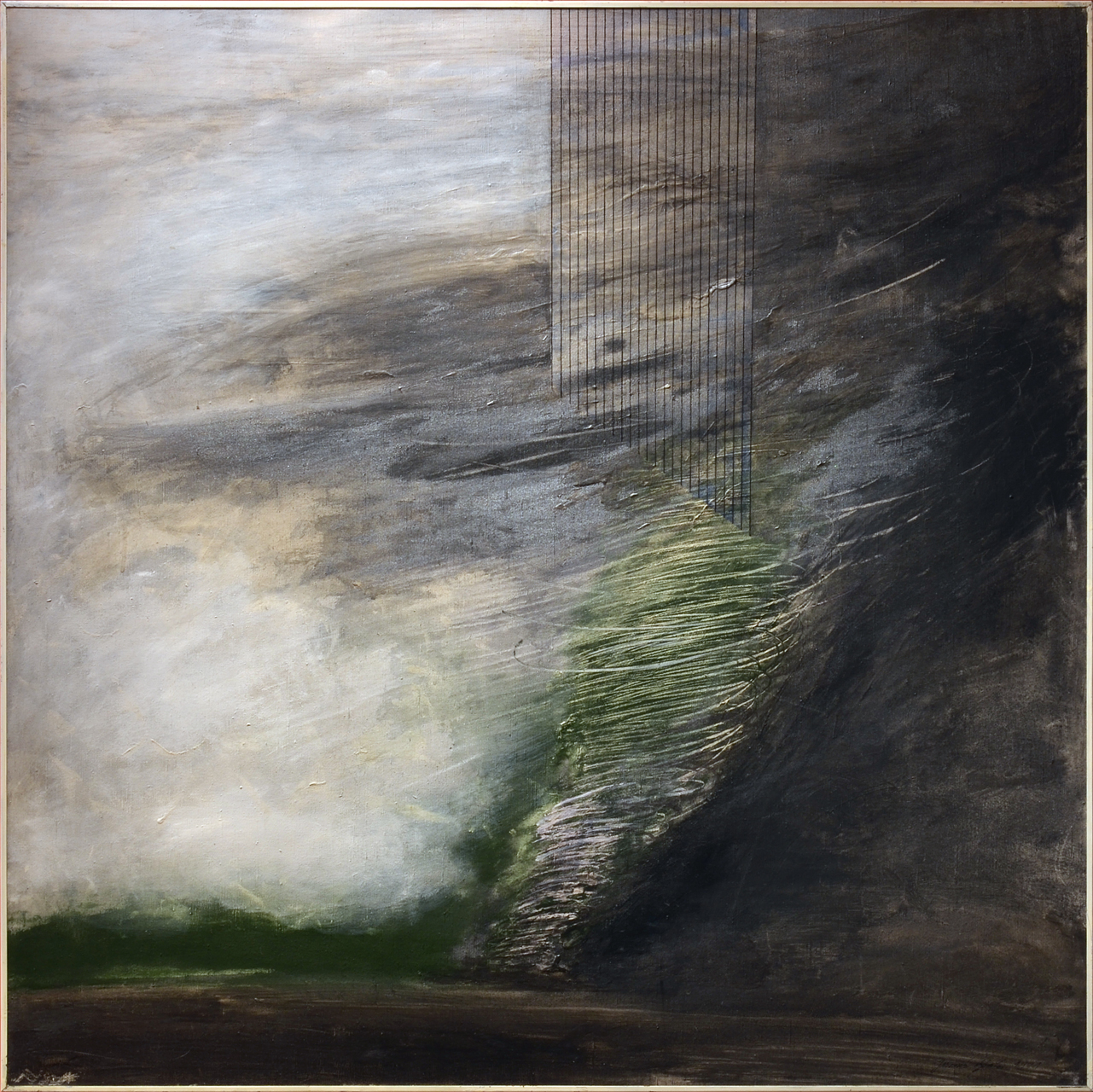
Tornádo, 1991
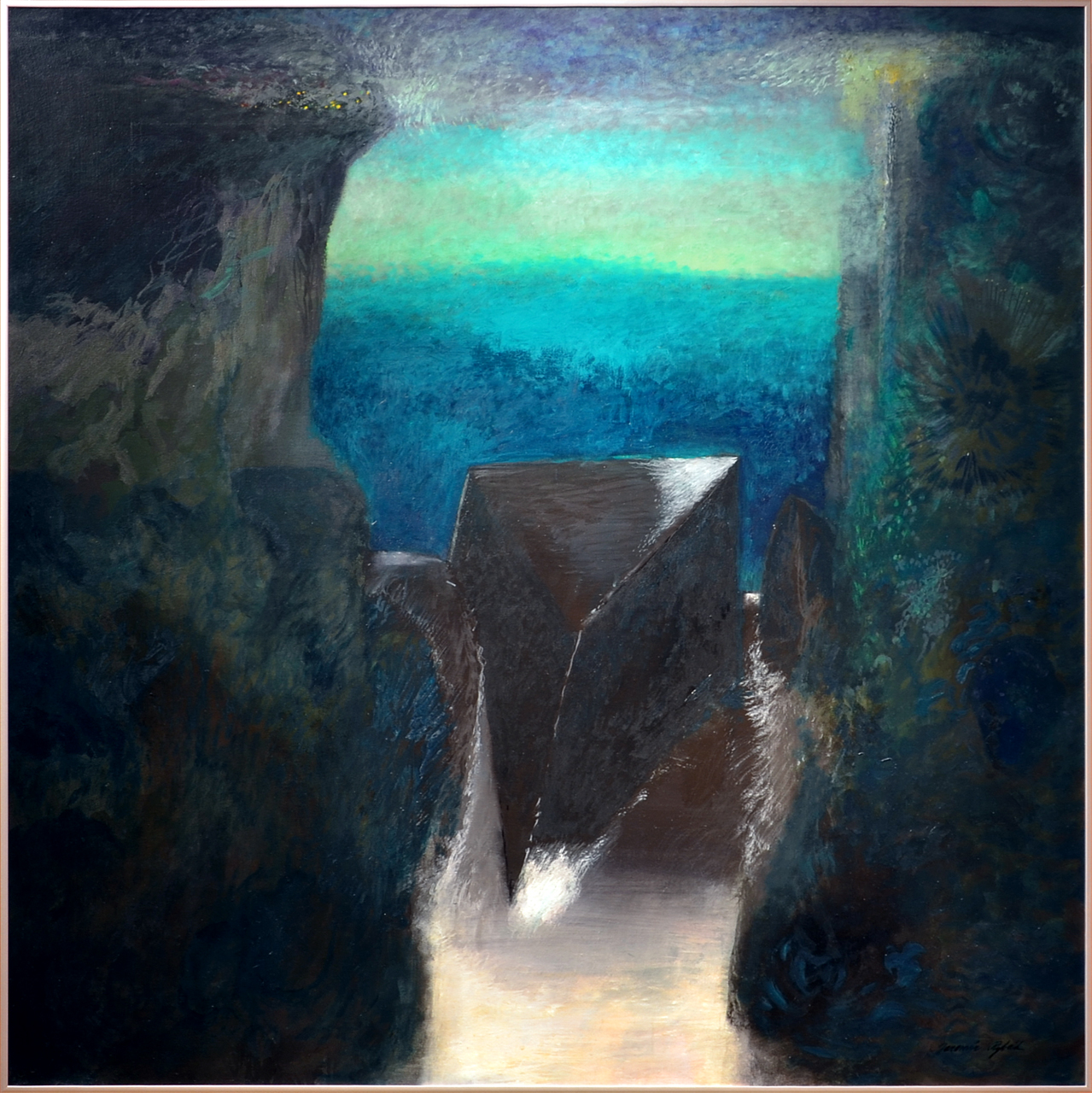
Sharm el Naga, Egypt, 1995
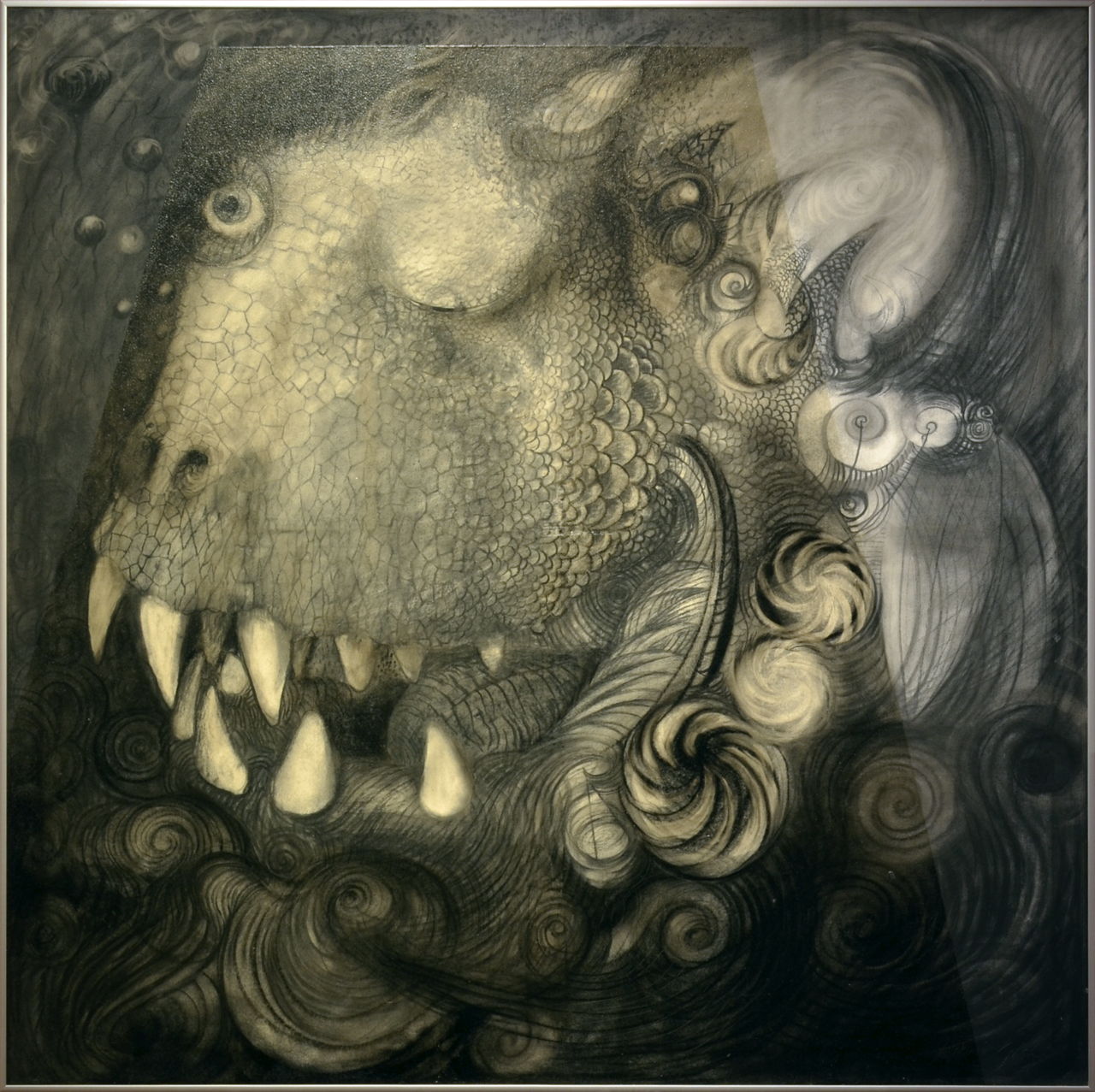
Chtíč, 2003
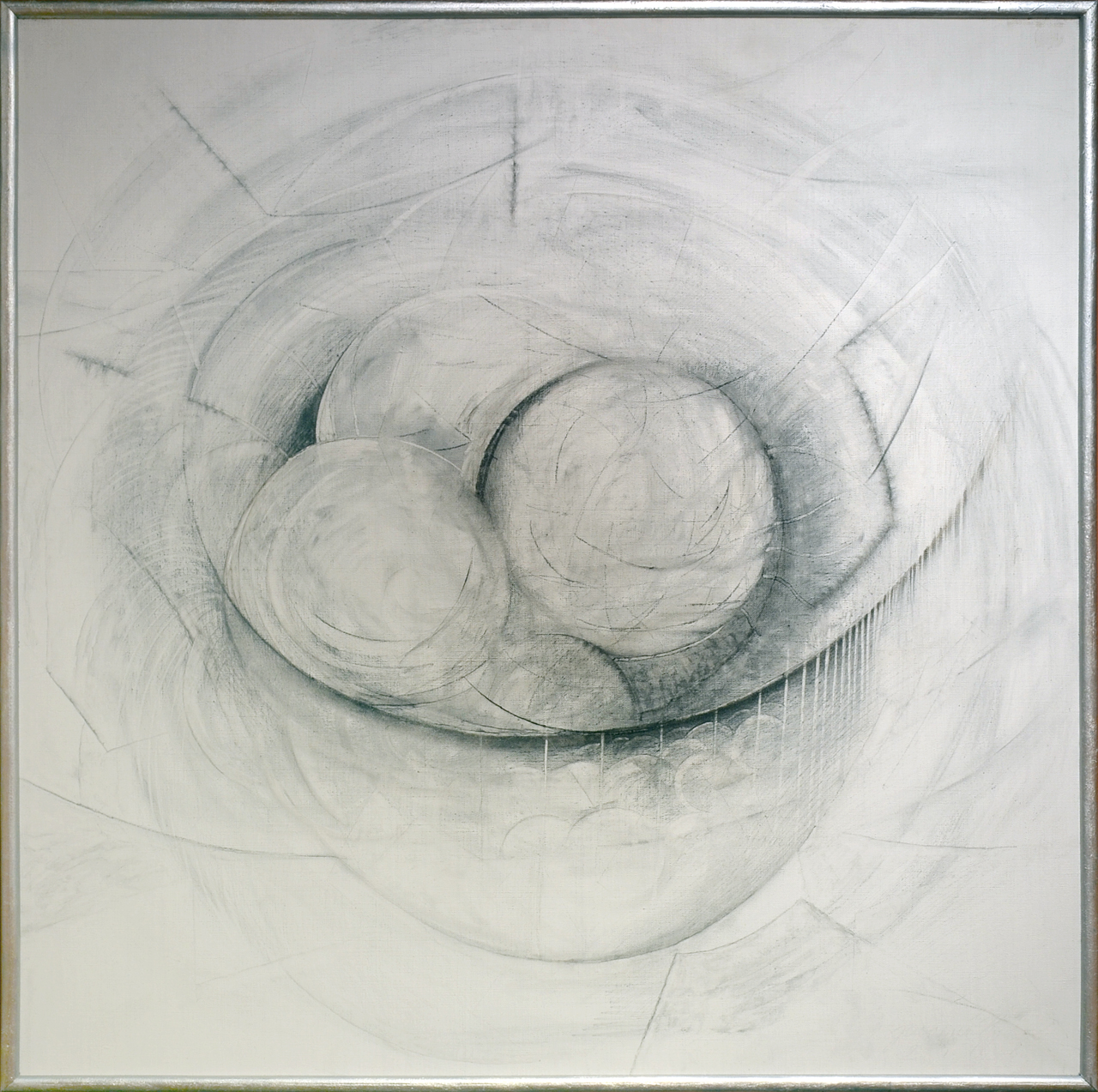
Kosmické ovoce, 2009

### Ocenění
- 1979 Ateliérová cena, ateliér prof. S. Libenského, VŠUP Praha
- 1981 Jungend Gestaltet, IHM Glaspreis, München
- 1982 Coburger Glaspreis für moderne Glasgestaltung
- 1992 Sklářská cena Praha '91, Praha, Heller Gallery Award

### Zastoupení ve veřejných sbírkách
- The Corning Museum of Glass, Corning
- Národní galerie v Praze
- Uměleckoprůmyslové museum v Praze
- Moravské zemské muzeum
- Východočeské muzeum v Pardubicích
- Severočeské muzeum v Liberci
- Muzeum skla a bižuterie v Jablonci nad Nisou
- Ministerstvo kultury ČR Praha
- Musée des Arts Décoratifs Paris
- Musée du Verre, Sars – Poteries
- Musée des Arts Décoratifs, Lausanne
- Musée du Verre Art et Technique, Charleroi
- Glasmuseum, Ernsting Stiftung, Coesfeld
- Kunstsammlungen der Veste, Coburg
- Glass Art Museum, Notojima
- Koganezaki Glass Museum, Kamomura
- Grand Crystal Museum, Taipei

### Výstavy

#### Autorské
- 2001	Jaromír Rybák: Stvoření z bestiáře / Creatures from Bestiary, Východočeské muzeum, Pardubice
- 2001 Jaromír Rybák, Galerie na Jánském Vršku, Praha
- 2003 Jaromír Rybák, Chodovská tvrz, Praha
- 2013 Jaromír Rybák: Cesty za skleněným grálem, Galerie Diamant Spolku výtvarných umělců Mánes, Praha
- 2017 Jaromír Rybák: Sklo a obrazy, Galerie Kooperativy Praha

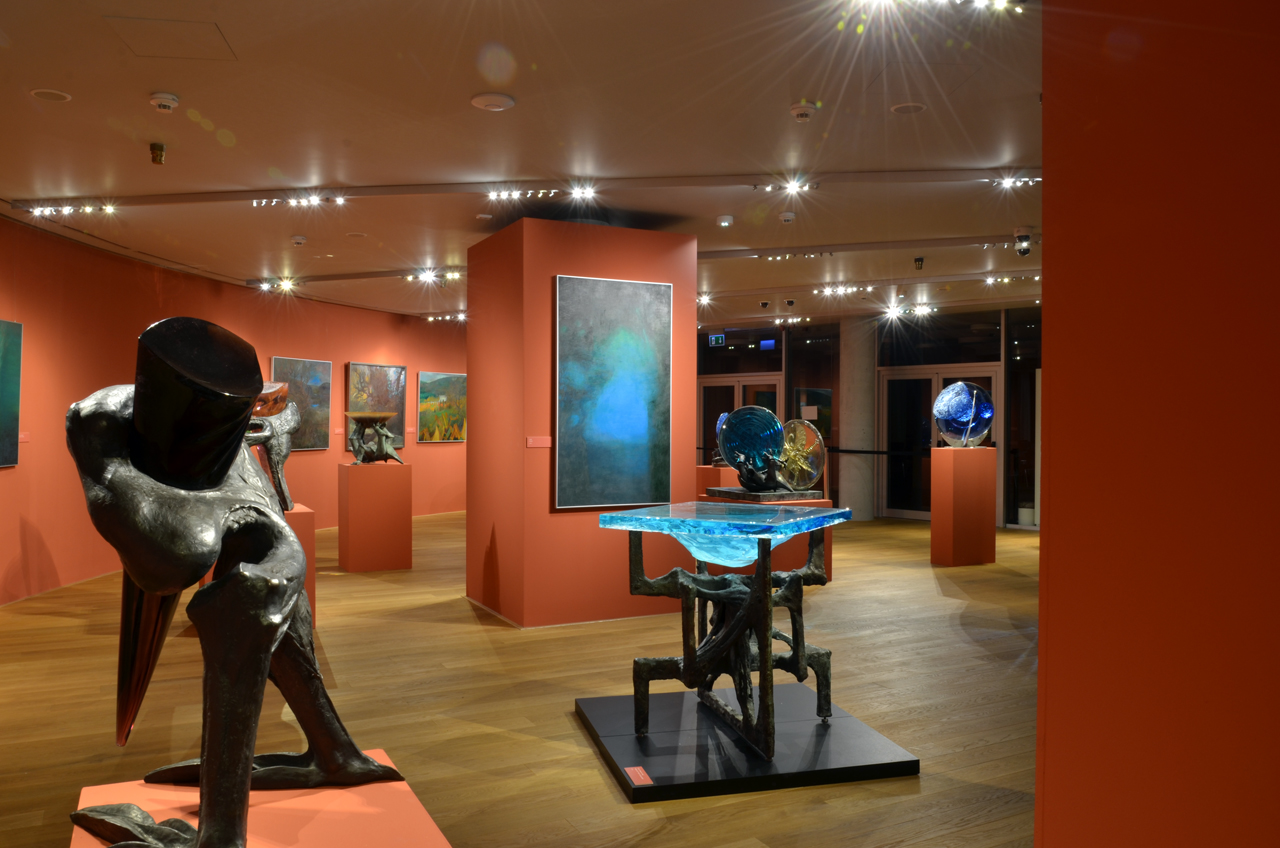
Jaromír Rybák: Sklo a obrazy, Kooperativa 2017
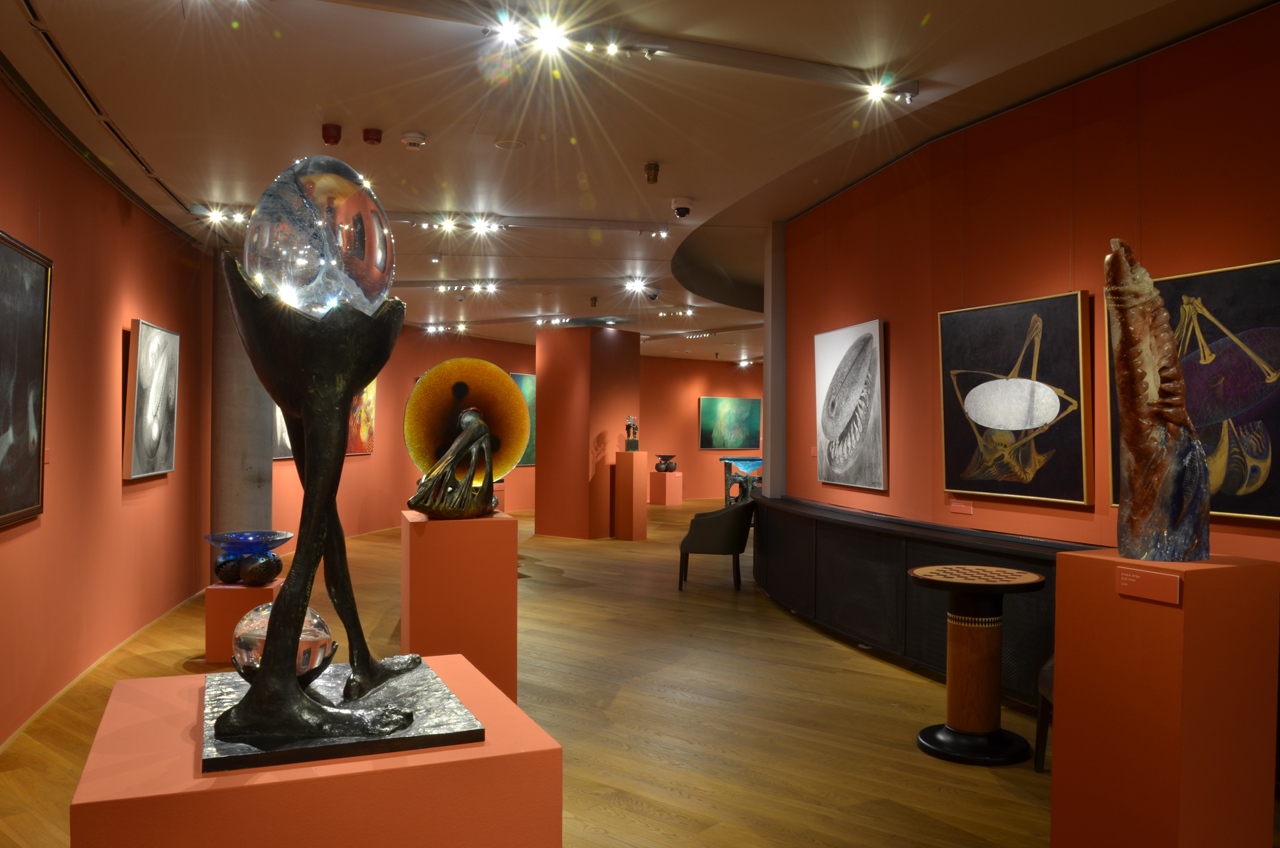
Jaromír Rybák: Sklo a obrazy, Kooperativa 2017
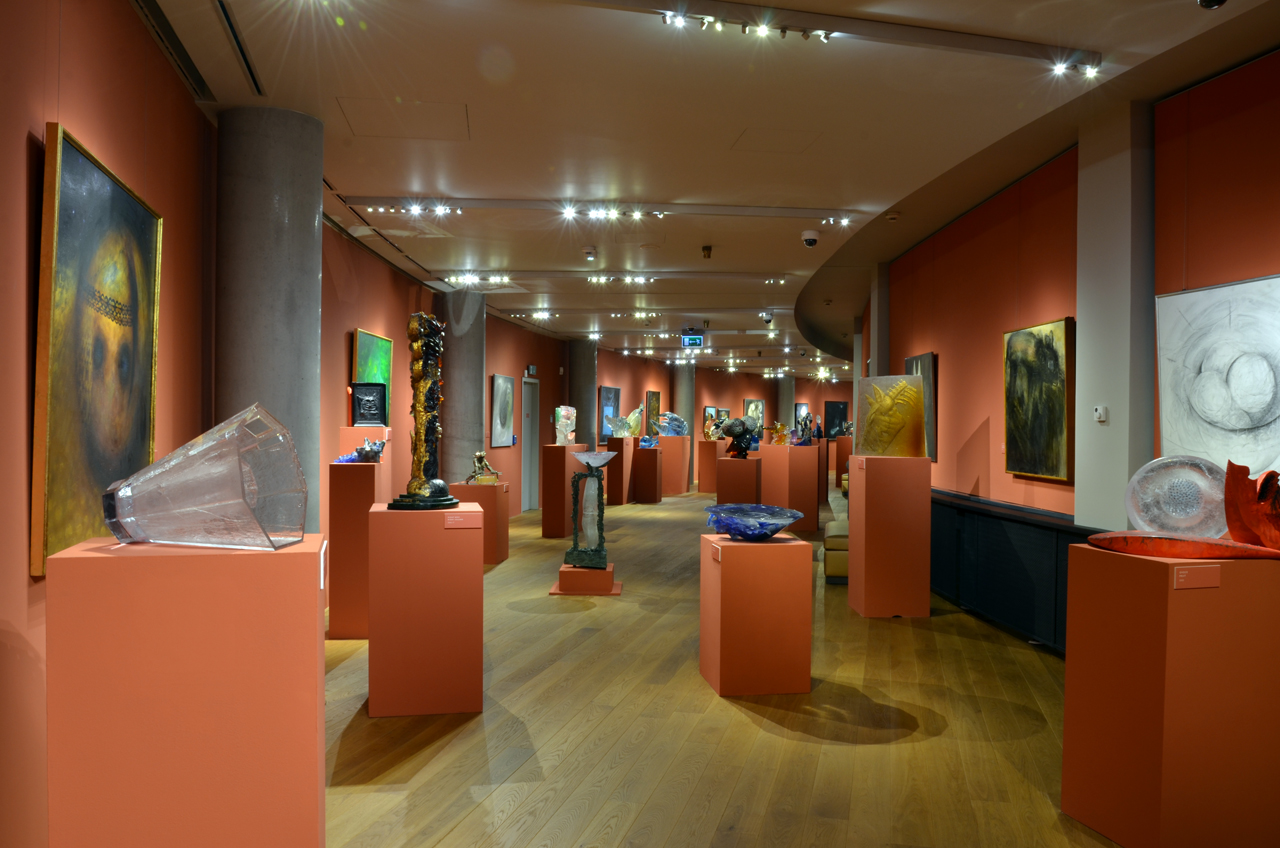
Jaromír Rybák: Sklo a obrazy, Kooperativa 2017
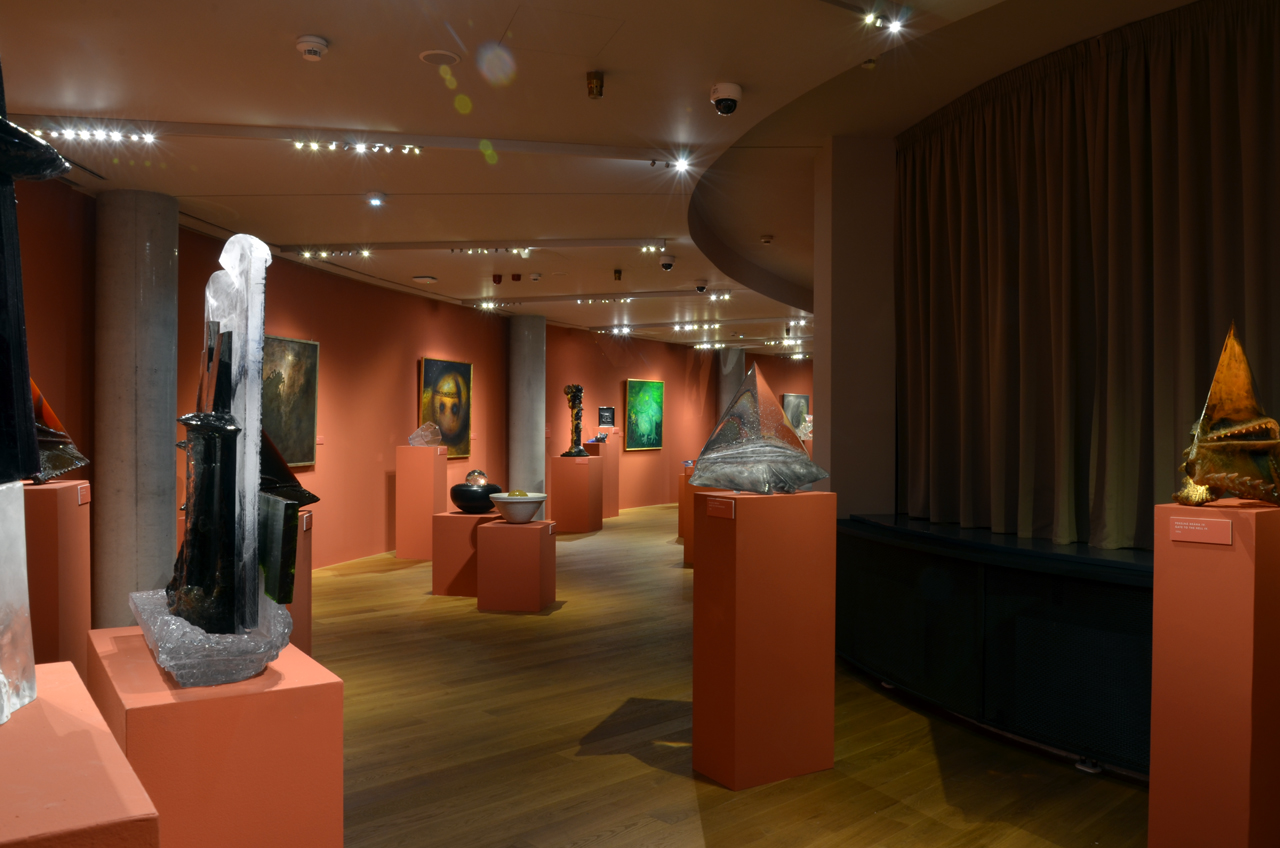
Jaromír Rybák: Sklo a obrazy, Kooperativa 2017
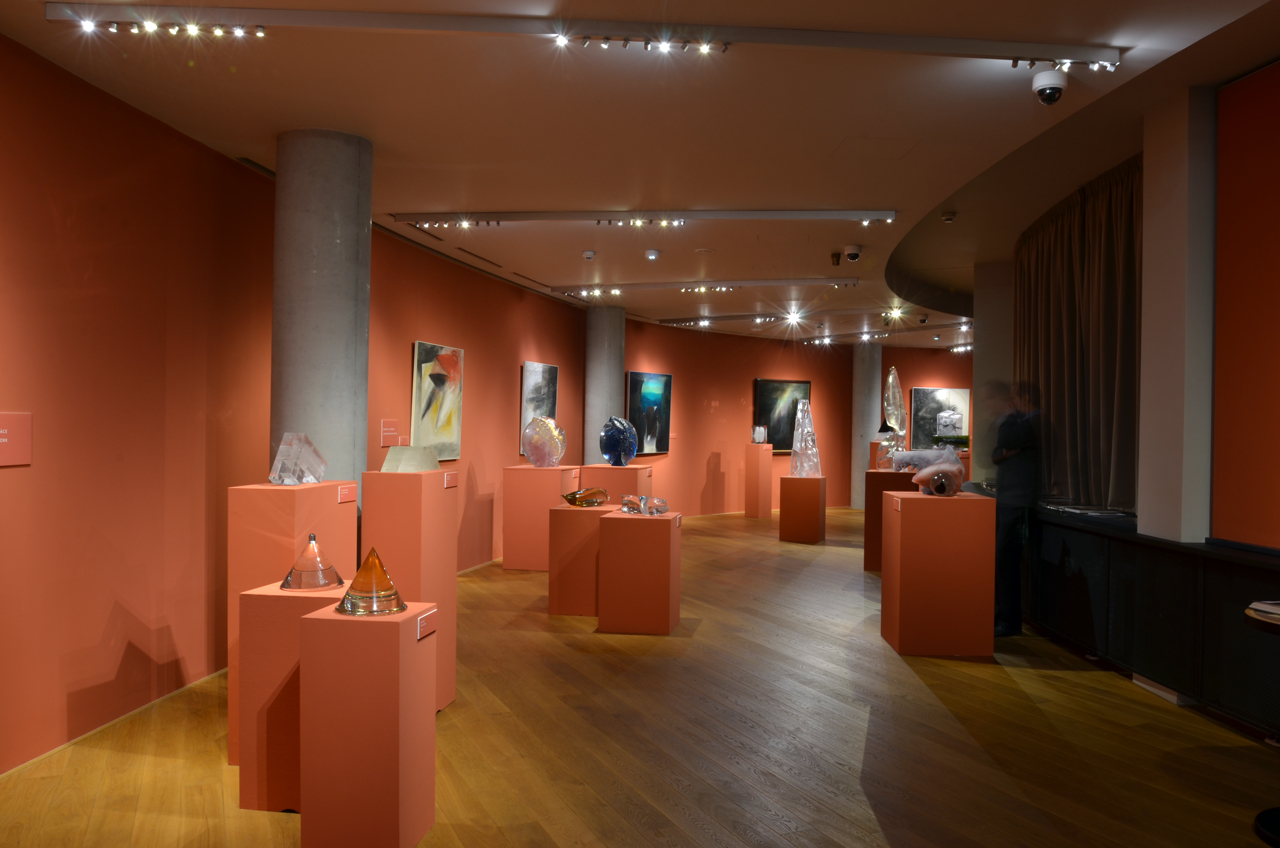
Jaromír Rybák: Sklo a obrazy, Kooperativa 2017

#### Společné (výběr)
- 1980 Užité umění 70/80. Sklo, kov, textil, nábytek, keramika., Moravská galerie v Brně
- 1983 Prostor 2, Veletržní palác, Praha
- 1984 Československé sklo '84: Umělecká sklářská tvorba, Valdštejnská jízdárna, Praha
- 1986 Prostor 3, Všemina, vodní nádrž,
- 1992 Souvztažnosti, Skleněná plastika a vitráže 1992, Dům umění města Brna
- 1992/3 Festival českého a japonského skla 1992 - 1993, Mánes, Praha, Muzeum dekorativního umění Azabu, Tokio, Village of Glass, Hiroshima, Machida City Museum of Graphic Art, Tokio, Bohemia Glass Museum Karuizawa, Nagano
- 2001	Stanislav Libenský a jeho škola, Národní technické muzeum, Praha
- 2003	Čehu musdienu stikls, Galerija ASuna, Riga
- 2005 	Rubikon - B. Eliáš, J. Matouš, J. Exnar, J. Rybák, I. Křen, Galerie Diamant, Praha
- 2007	Jubilanti Mánesa 2007, Galerie Diamant, Praha
- 2007	Skláři Mánesa a jejich hosté, Galerie Diamant, Praha
- 2008 	Členská výstava SVU Mánes, Galerie Diamant, Praha
- 2009	Crossing borders, Glasmuseet Ebeltoft, Ebeltoft
- 2009	FIGURA: Skupina Rubikon, Galerie Diamant, Praha
- 2009	Rubikon: Sklo, obrazy, grafika, Galerie Aspekt, Brno
- 2012/13 Vše nejlepší! České sklářské umění, Uměleckoprůmyslové museum, Praha